# Plattycantha cornuta
Plattycantha cornuta là loài chuồn chuồn trong họ Aeshnidae. Loài này được Förster mô tả khoa học đầu tiên năm 1900.